# Peyritschia
Peyritschia är ett släkte av gräs. Peyritschia ingår i familjen gräs.
Kladogram enligt Catalogue of Life:
| Peyritschia | \| \| Peyritschia conferta \| \| \| \| \| \| Peyritschia deyeuxioides \| \| \| \| \| \| Peyritschia humilis \| \| \| \| \| \| Peyritschia koelerioides \| \| \| \| \| \| Peyritschia pringlei \| \| \| \| |
|             | \| \| Peyritschia conferta \| \| \| \| \| \| Peyritschia deyeuxioides \| \| \| \| \| \| Peyritschia humilis \| \| \| \| \| \| Peyritschia koelerioides \| \| \| \| \| \| Peyritschia pringlei \| \| \| \| |
|             | Peyritschia conferta |
|             | |
|             | Peyritschia deyeuxioides |
|             | |
|             | Peyritschia humilis |
|             | |
|             | Peyritschia koelerioides |
|             | |
|             | Peyritschia pringlei |
|             | |